# ハナバード
ハナバード (ラテン文字:Xonobod, Xonobad, Xanabad, Khanabad、ウズベク語: Xonobod / Хонобод、ロシア語: Ханабад、キルギス語: Ханабат)はウズベキスタン・アンディジャン州の都市である。2009年の人口は34,774人、2012年の人口は36,102人となっている。ハナバードはフェルガナ盆地の中に位置し、付近にはカラダリヤ川が流れる。ウズベキスタン最東部にあり、州都アンディジャンから東に約60km、キルギスとの国境からは1kmの位置にある。「ハナバド」、「ハナボド」と表記されることもある。

## 概要
都市が設立される以前、街の周辺はカラバギシュ (ロシア語: Карабагиш) と言う名前で呼ばれていたが、1972年にソヴェタバード (ロシア語: Советабад) という都市名で都市が設立された。ウズベキスタン独立後に現在の名称となった。街にはタジキスタンやキルギスへと続く高速道路のM41が通っている。

## 産業
街にはアンディジャンケーブルJV-JSC (英語: Andijankabel JV-JSC、ロシア語: ОАО Андижанкабель) という1982年に創業した通信ケーブルを制作する合弁企業があり、 Nokia、SKET、UDAW、Nextrom、Wiedenbachなどに製品を提供している。